# Short Pump (Virginia)
Short Pump es un lugar designado por el censo situado en el condado de Henrico, Virginia  (Estados Unidos). Según el censo de 2010 tenía una población de 24.729 habitantes.

## Demografía
Según el censo del 2000, Short Pump tenía 182 habitantes, 69 viviendas, y 44 familias. La densidad de población era de 29,6 habitantes por km².
De los 69 viviendas en un 31,9%  vivían niños de menos de 18 años, en un 52,2%  vivían parejas casadas, en un 10,1% mujeres solteras, y en un 36,2% no eran unidades familiares. En el 26,1% de las viviendas  vivían personas solas el 8,7% de las cuales correspondía a personas de 65 años o más que vivían solas. El número mediano de personas viviendo en cada vivienda era de 2,64 y el número mediano de personas que vivían en cada familia era de 3,3.
Por edades la población se repartía de la siguiente manera: un 26,9% tenía menos de 18 años, un 6% entre 18 y 24, un 33,5% entre 25 y 44, un 18,1% de 45 a 60 y un 15,4% 65 años o más.
La edad mediana era de 36 años.  Por cada 100 mujeres de 18 o más años  había 107,8 hombres.
La renta mediana por vivienda era de 60.531$ y la renta mediana por familia de 36.375$. Los hombres tenían una renta mediana de 28.155$ mientras que las mujeres 26.250$. La renta per cápita de la población era de 36.804$. Ninguno de las familias estaban por debajo del umbral de pobreza.

## Localidades adyacentes
El siguiente diagrama muestra a las localidades más próximas a Short Pump.